# Municipio de Coxcatlán (Puebla)
El municipio de Coxcatlán (del nahuatl: cóxcatl, tlan ‘collar de joyas, lugar’‘Lugar donde abundan los collares de joyas’) es uno de los 217 municipios del estado mexicano de Puebla. Se ubica en el sureste de esta entidad federativa, en el límite con el estado de Oaxaca. Forma parte de la región de Tehuacán.

## Geografía
Situado en el sur de la entidad en la región de la Sierra Negra y los límites con el estado de Oaxaca, Coxcatlán tiene una extensión territorial de 250.045 kilómetros cuadrados que equivalen al 0.7% de la extensión del estado. Tiene por coordenadas geográficas extremas 18° 08' - 18° 21' de latitud norte y 97° 01' - 97° 13' de longitud oeste. Su altitud se encuentra entre 800 y 2 700 metros sobre el nivel del mar.
Limita al oeste con el municipio de San José Miahuatlán, al noroeste con el municipio de Zinacatepec, al norte con el municipio de Ajalpan y el municipio de Zoquitlán y al este con el municipio de Coyomeapan. Al sur sus límites corresponden al estado de Oaxaca, en particular con el municipio de San Antonio Nanahuatípam y el municipio de Teotitlán de Flores Magón.

## Historia
Coxcatlán tiene relevancia histórica singular porque en su territorio se han encontrado algunos de los testimonios más antiguos relacionados con los procesos que condujeron a la domesticación del maíz. Las cuevas de Coxcatlán fueron ocupadas por grupos nómadas por más de 10 mil años. Durante ese tiempo, se produjeron importantes adelantos agrícolas que incluyen, además de la domesticación del maíz, la domesticación de la calabaza y otras especies.

## Demografía
De acuerdo al último censo, realizado en 2010 por el Instituto Nacional de Estadística y Geografía; el municipio posee una población de 19 639 habitantes, de los que 9 368 son hombres y 10 271 son mujeres.

### Localidades
El municipio tiene un total de 15 localidades. Las principales localidades y su población son las siguientes:
| Localidad       | Población |
| Total Municipio | 19 639    |
| Coxcatlán       | 6 300     |
| Calipan         | 4 099     |
| San José Tilapa | 2 081     |
| Tecoltepec      | 1 292     |
| Ocotlamanic     | 1 112     |
| Xacalco         | 960       |

Otras localidades más pequeñas pero no menos importantes, incluyen a Guadalupe Victoria, también conocida como Pueblo Nuevo, San Rafael, Vigastepec, Potrero, Barranca Vigas, Inspectoría Independencia Guadalupe (la cual está junto a la población de San Antonio Nanahuatipam), Cobatepec, Tequexpalco, Calpulhuacán.

## Gobierno
El municipio de Coxcatlán tradicionalmente ha sido gobernado por el Partido Revolucionario Institucional (PRI), a excepción del trienio  2011 - 2014, en que fue gobernado por el Partido Acción Nacional (PAN); en la administración correspondiente al periodo 2014 - 2018, estuvo gobernado por el PRI, por medio de Vicente López de la Vega. En el trienio, 2018 a 2021, el partido Morena gobernó el municipio, por medio de Aldo Rogelio Arvizu Robles y actualmente el municipio está dirigido por el PRI, con la administración 2021-2024 que preside el Ing. Camerino Montalvo Montiel. 

### Representación legislativa
Para la elección de diputados locales al Congreso de Puebla y de diputados federales a la Cámara de Diputados federal, el municipio de Coxcatlán se encuentra integrado en los siguientes distritos electorales:
Local:
- Distrito electoral local de 26 de Puebla con cabecera en Ajalpan.[6]

Federal:
- Distrito electoral federal 4 de Puebla con cabecera en la Ajalpan.[7]